# Hellertion
Hellertion – instrument muzyczny z grupy elektrofonów elektromechanicznych skonstruowany przez niemieckich inżynierów Petera Lertesa i Brunona Helbergera w 1930 roku na zasadzie trautonium. Jego dźwięki przypominają gwizd. Instrument bazował na oscylatorze harmonicznym typu RLC. Zamiast klawiatury lub przełącznika wielopozycyjnego ma napiętą strunę, po której przesuwa się palec, zmieniając częstotliwośc wytwarzanych impulsów elektrycznych, czyli wysokość dźwięku. Pasek jest listwą pokrytą skórą, w której poprzez wywarcie nacisku palcem w różnych miejscach na jej długości zmienia się oporność. Jest to więc w zasadzie opornik o zmiennej oporności. Zakres dźwięków obejmuje około pięciu oktaw. Jako że instrument nie ma własnego stroju, wymaga od grającego dobrego słuchu oraz doświadczenia w wyborze punktów, gdzie można było znaleźć dźwięki muzyczne. Instrument w swej istocie był prototypem sensorowego opornika o zmiennej oporności.
Pierwsze modele instrumentu były monofoniczne. W późniejszych uzyskano efekt polifoniczny stosując cztery lub sześć oscylatorów oraz sterujących je oporników.
Następcą hellertionu był helliophon zbudowany przez tych samych wynalazców w 1936 roku. Helliophon posiadał klawiaturę, dzielącą oktawę na dziesięć tonów. Oba instrumenty używane były w produkcjach muzycznych. Według przekazów instrumenty wiernie odtwarzały różne dźwięki instrumentalne, a nawet chóralne. Jednak, jako że nie zachowały się żadne egzemplarze instrumentów ani nagrania ich dźwięków, trudno jest potwierdzić te informacje.